# Trematopygus micrator
Trematopygus micrator är en stekelart som beskrevs av Hinz 1986. Trematopygus micrator ingår i släktet Trematopygus och familjen brokparasitsteklar. Inga underarter finns listade i Catalogue of Life.